# Paul Robinson (fotbollsspelare född 1982)
Paul Robinson, född 7 januari 1982. Är en engelsk före detta professionell fotbollsspelare. Han har tillbringat större delen av sin karriär i Millwall och har gjort över 300 matcher för klubben. Mellan 2015 och 2018 spelade han för AFC Wimbledon.